# Heudreville-sur-Eure
Heudreville-sur-Eure est une commune française située dans le département de l'Eure en région Normandie.

## Géographie

### Localisation
| Acquigny                      | Acquigny             | Ailly                                                                  |
| La Vacherie                   | Heudreville-sur-Eure | Clef Vallée d'Eure (comm. dél. de Fontaine-Heudebourg) Cailly-sur-Eure |
| La Chapelle-du-Bois-des-Faulx | Irreville            |                                                                        |

### Voies de communication et transports

#### Transport ferroviaire
Heudreville-sur-Eure fut desservie par la ligne de Saint-Georges-Motel à Grand-Quevilly.

### Hydrographie
La commune est située dans le bassin Seine-Normandie. Elle est drainée par l'Eure, un bras de l'Eure et divers autres petits cours d'eau,.l'Iton
L'Eure, un canal, chenal et cours d'eau naturel non navigable d'une longueur de 229 km, prend sa source dans la commune de Longny les Villages et se jette  dans la Seine à Saint-Pierre-lès-Elbeuf, après avoir traversé 91 communes.Les caractéristiques hydrologiques de l'Eure sont données par la station hydrologique située sur la commune de Cailly-sur-Eure. Le débit moyen mensuel est de 17,6 m3/s. Le débit moyen journalier maximum est de 118 m3/s, atteint lors de la crue du 29 mars 2001. Le débit instantané maximal est quant à lui de 119 m3/s, atteint le même jour.

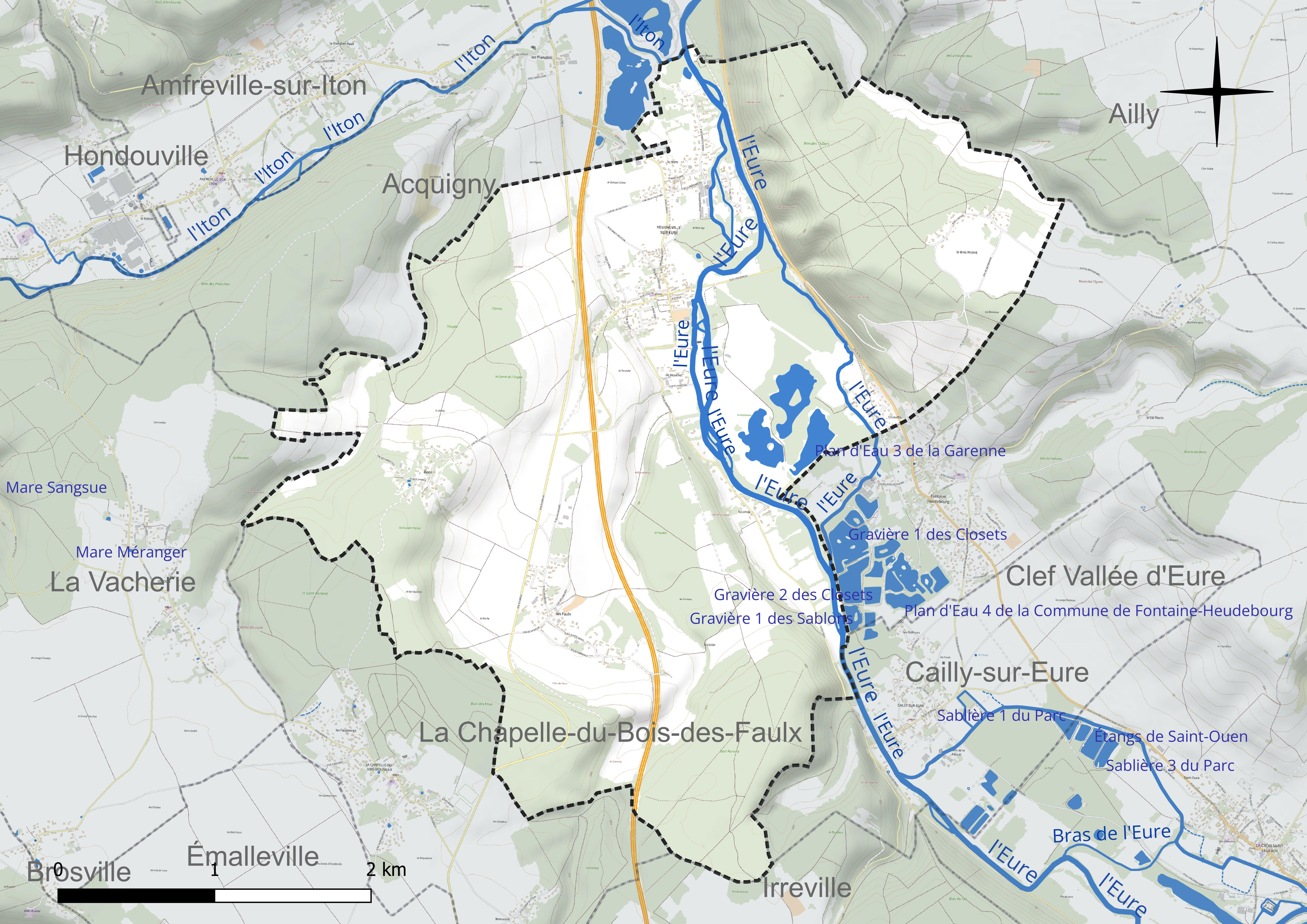
Réseau hydrographique d'Heudreville-sur-Eure.

Trois plans d'eau complètent le réseau hydrographique : le plan d'eau 1 de la Garenne (6,6 ha), le plan d'eau 2 de la Garenne (5,6 ha) et le plan d'eau 3 de la Garenne (4,7 ha),.

### Climat
Pour des articles plus généraux, voir Climat de la Normandie et Climat de l'Eure.
En 2010, le climat de la commune est de type climat océanique dégradé des plaines du Centre et du Nord, selon une étude du CNRS s'appuyant sur une série de données couvrant la période 1971-2000. En 2020, Météo-France publie une typologie des climats de la France métropolitaine dans laquelle la commune est exposée à un climat océanique et est dans la région climatique  Côtes de la Manche orientale, caractérisée par un faible ensoleillement (1 550 h/an) ; forte humidité de l’air (plus de 20 h/jour avec humidité relative > 80 % en hiver), vents forts fréquents. Parallèlement le GIEC normand, un groupe régional d’experts sur le climat, différencie quant à lui, dans une étude de 2020, trois grands types de climats pour la région Normandie, nuancés à une échelle plus fine par les facteurs géographiques locaux. La commune est, selon ce zonage, exposée à un « climat des plateaux abrités », correspondant aux plaines agricoles de l’Eure, avec une pluviométrie beaucoup plus faible que dans la plaine de Caen en raison du double effet d’abri provoqué par les collines du Bocage normand et par celles qui s’étendent sur un axe du Pays d'Auge au Perche.
Pour la période 1971-2000, la température annuelle moyenne est de 11 °C, avec  une amplitude thermique annuelle de 14,5 °C. Le cumul annuel moyen de précipitations est de 726 mm, avec 11,9 jours de précipitations en janvier et 7,8 jours en juillet. Pour la période 1991-2020, la température moyenne annuelle observée sur la station météorologique la plus proche, située sur la commune de Louviers à 9 km à vol d'oiseau, est de 11,8 °C et le cumul annuel moyen de précipitations est de 719,5 mm,. Pour l'avenir, les paramètres climatiques de la commune estimés pour 2050 selon différents scénarios d’émission de gaz à effet de serre sont consultables sur un site dédié publié par Météo-France en novembre 2022.

## Urbanisme

### Typologie
Au 1er janvier 2024, Heudreville-sur-Eure est catégorisée commune rurale à habitat dispersé, selon la nouvelle grille communale de densité à 7 niveaux définie par l'Insee en 2022.
Elle est située hors unité urbaine. Par ailleurs la commune fait partie de l'aire d'attraction de Louviers, dont elle est une commune de la couronne,. Cette aire, qui regroupe 44 communes, est catégorisée dans les aires de 50 000 à moins de 200 000 habitants,.

### Occupation des sols
L'occupation des sols de la commune, telle qu'elle ressort de la base de données européenne d’occupation biophysique des sols Corine Land Cover (CLC), est marquée par l'importance des forêts et milieux semi-naturels (47,6 % en 2018), en diminution par rapport à 1990 (49,5 %). La répartition détaillée en 2018 est la suivante : 
forêts (47,6 %), terres arables (28,4 %), zones agricoles hétérogènes (9,6 %), prairies (9,1 %), zones urbanisées (3,2 %), eaux continentales (2,1 %). L'évolution de l’occupation des sols de la commune et de ses infrastructures peut être observée sur les différentes représentations cartographiques du territoire : la carte de Cassini (XVIIIe siècle), la carte d'état-major (1820-1866) et les cartes ou photos aériennes de l'IGN pour la période actuelle (1950 à aujourd'hui).

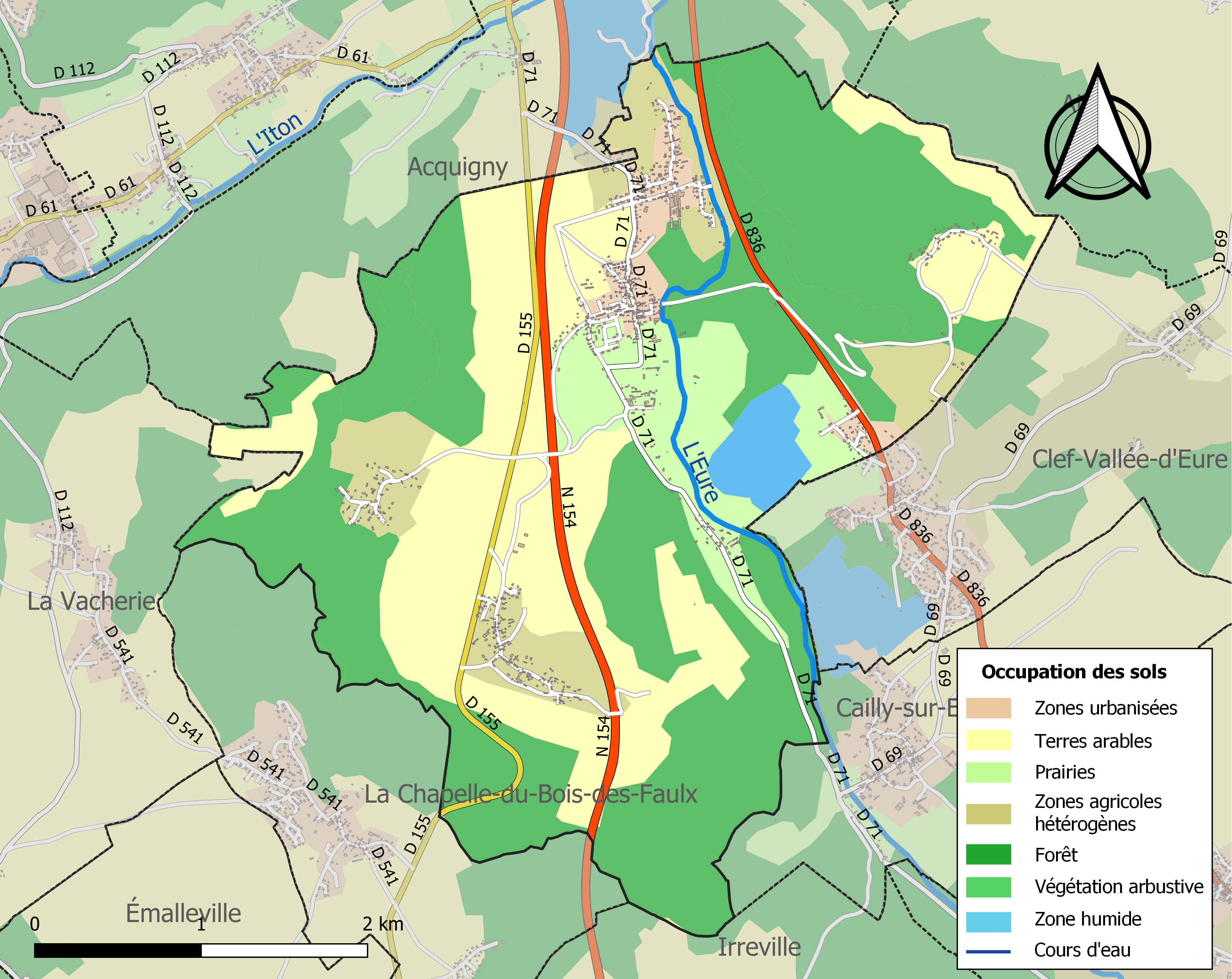
Carte des infrastructures et de l'occupation des sols de la commune en 2018 (CLC).

## Toponymie
Le nom de la localité est attesté sous la forme Heudiervilla en 1199 (bulle d’Innocent III), Heudierville en 1272 (archives nationales), Heuderyville en 1455 (aveu d’Anne de Laval).
Il s'agit d'une formation toponymique médiévale en -ville au sens ancien de « domaine rural ». Le premier élément Heudre- représente l'anthroponyme germanique Hildari[us] ou Hildier[us]. *Hildieri-, compris *Heldieri-, a donné *Heudieri- qui a régulièrement abouti à Heudier-, puis à Heudre- par métathèse. Il a donné l'ancien prénom d'origine germanique Heudier, qui se perpétue dans le patronyme normand Heudier.
Il existe un homonyme dans le même département, Heudreville-en-Lieuvin, qui partage la même étymologie.
Remarques : Chez les anciens Germains, un de ces éléments du zweigliedriger Rufname (« nom de personne à deux éléments ») se transmettait de manière héréditaire, ce qui fait dire à F. de Beaurepaire que l'élément Hild- a pu se transmettre à des membres de la même famille, car il apparait dans deux autres toponymes assez proches géographiquement, comme élément anthroponymique, à savoir dans Fontaine-Heudebourg (à 2 km, Fontes Heudeburgi 1181, sur NP Hildeburgis) et Heudebouville (à 11 km, Hildeboldi villa, XIe siècle, avec NP Hildeboldus).
L'Eure est une rivière française qui prend sa source dans la région naturelle du Perche et qui coule dans les départements de l'Orne, d'Eure-et-Loir, de l'Eure et de la Seine-Maritime.

### Microtoponymie
On constate également une remarquable densité de toponymes norrois sur la commune : 
- Le Hom, c'est-à-dire la « prairie au bord de l'eau » du norrois holmr « îlot, prairie au bord de l'eau », repris dans le nom du Manoir du Homme (graphie semblable à celle de Saint-Quentin-sur-le-Homme, Manche, ou Robehomme, Calvados). Le hiatus « h aspiré » montre à l'évidence qu'il ne s'agit pas d'une graphie pour ome (orme, cf. l'Homme mort « l'orme mort ») ou encore pour homme (latin homo). Il y a plusieurs Le Hom en Normandie qui s'appliquent tous à des îlots ou des prairies au bord de l'eau, comme le manoir du Hom à Beaumont-le-Roger (Eure) situé sur un îlot.
- Rue de Louvedalle, probablement « la vallée du / des loup(s) », comme dans Oudalle (Seine-Maritime, Hulvedala vers 1025, Ouvedale jusqu'au XVe siècle), de ulfr « loup » (aussi nom de personne normand ouf) : une métathèse précoce du [l] a dû se produire *Oulvedale > Louvedale . Plus loin, elle est devenue côte de Loudevalle à cause d'une seconde métathèse, motivée par l'attraction du mot val.
- Route de Sennegard, nom certainement norrois, comme les noms en -gard sporadiques de Normandie, cf. Auppegard, Épégard, Figard, etc.
- Botremare avec l'anglo-norrois mara. Le premier élément représente sans doute un nom de personne, comme c'est souvent le cas. Il peut s'agir d'un anthroponyme scandinave en Bót-, comme BótræifR (vieux suédois Botref) avec effacement régulier de [f].
- La Londe « le bois », du norrois lundr (cf. la Londe).
- Boos, de bothas, du norrois boð, variante de buð « baraque, village » au pluriel (cf. Boos, Seine-Maritime ; nom de lieu anglais Booth, Yorkshire; anglais booth « kioske »).

À noter également les formes dialectales normandes, qui parfois côtoient les formes françaises :
- Rue du Gué et chemin du Gué / chemin du Petit-Vey.
- Chemin du Mouchel, c'est-à-dire du « monceau ».

## Politique et administration
| Période                                  | Période  | Identité           | Étiquette | Qualité  |
| ---------------------------------------- | -------- | ------------------ | --------- | -------- |
| Les données manquantes sont à compléter. |          |                    |           |          |
| ca 1870                                  |          | de Graveron        |           |          |
| Les données manquantes sont à compléter. |          |                    |           |          |
| avant 1981                               | ?        | Bernard Laplanche  |           |          |
| mars 2001                                | En cours | M. Dominique Simon | DVD       | Retraité |
| Les données manquantes sont à compléter. |          |                    |           |          |

1964 Lucette Legrand née Amours 

## Démographie
L'évolution du nombre d'habitants est connue à travers les recensements de la population effectués dans la commune depuis 1793. Pour les communes de moins de 10 000 habitants, une enquête de recensement portant sur toute la population est réalisée tous les cinq ans, les populations de référence des années intermédiaires étant quant à elles estimées par interpolation ou extrapolation. Pour la commune, le premier recensement exhaustif entrant dans le cadre du nouveau dispositif a été réalisé en 2006.

En 2022, la commune comptait 1 066 habitants, en évolution de +1,72 % par rapport à 2016 (Eure : −0,25 %, France hors Mayotte : +2,11 %).
| 1793 | 1800 | 1806 | 1821 | 1831 | 1836 | 1841 | 1846 | 1851 |
| ---- | ---- | ---- | ---- | ---- | ---- | ---- | ---- | ---- |
| 675  | 690  | 722  | 729  | 787  | 824  | 888  | 820  | 810  |

| 1856 | 1861 | 1866 | 1872 | 1876 | 1881 | 1886 | 1891 | 1896 |
| ---- | ---- | ---- | ---- | ---- | ---- | ---- | ---- | ---- |
| 785  | 751  | 722  | 683  | 685  | 631  | 638  | 598  | 552  |

| 1901 | 1906 | 1911 | 1921 | 1926 | 1931 | 1936 | 1946 | 1954 |
| ---- | ---- | ---- | ---- | ---- | ---- | ---- | ---- | ---- |
| 538  | 546  | 565  | 539  | 558  | 562  | 607  | 620  | 716  |

| 1962 | 1968 | 1975 | 1982 | 1990 | 1999 | 2006  | 2011  | 2016  |
| ---- | ---- | ---- | ---- | ---- | ---- | ----- | ----- | ----- |
| 643  | 629  | 653  | 771  | 918  | 989  | 1 018 | 1 027 | 1 048 |

| 2021  | 2022  | - | - | - | - | - | - | - |
| ----- | ----- | - | - | - | - | - | - | - |
| 1 070 | 1 066 | - | - | - | - | - | - | - |

## Culture locale et patrimoine

### Lieux et monuments
- Église Notre-Dame[29]
- Manoir d'Heudreville, des XVIIe et XVIIIe siècles, partiellement inscrit au titre des monuments historiques par arrêté du 13 novembre 1974[30], ses dépendances et son moulin, en rive gauche de l'Eure
- Manoir du Homme du XVIe siècle[31]

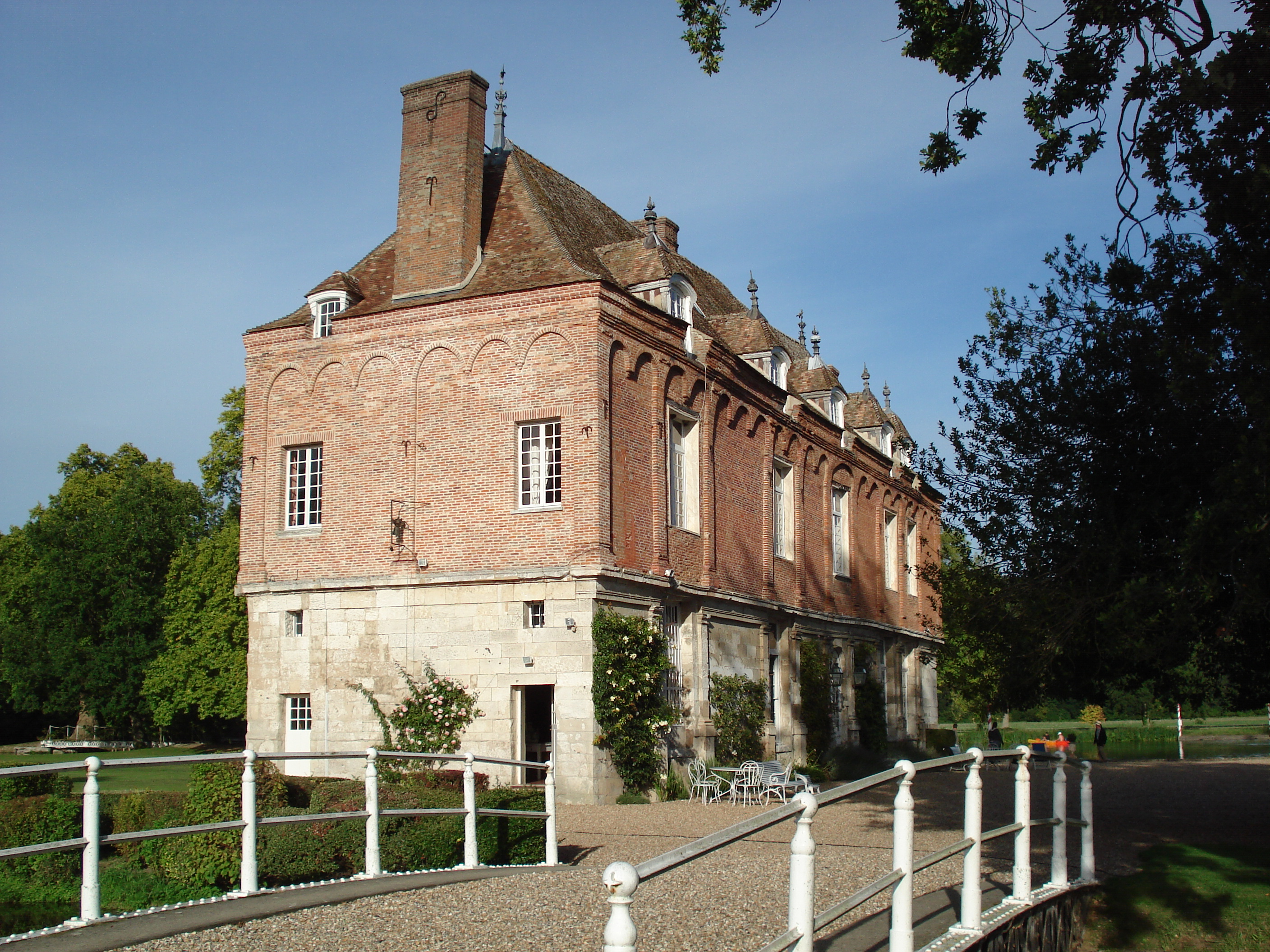
Le manoir d'Heudreville.
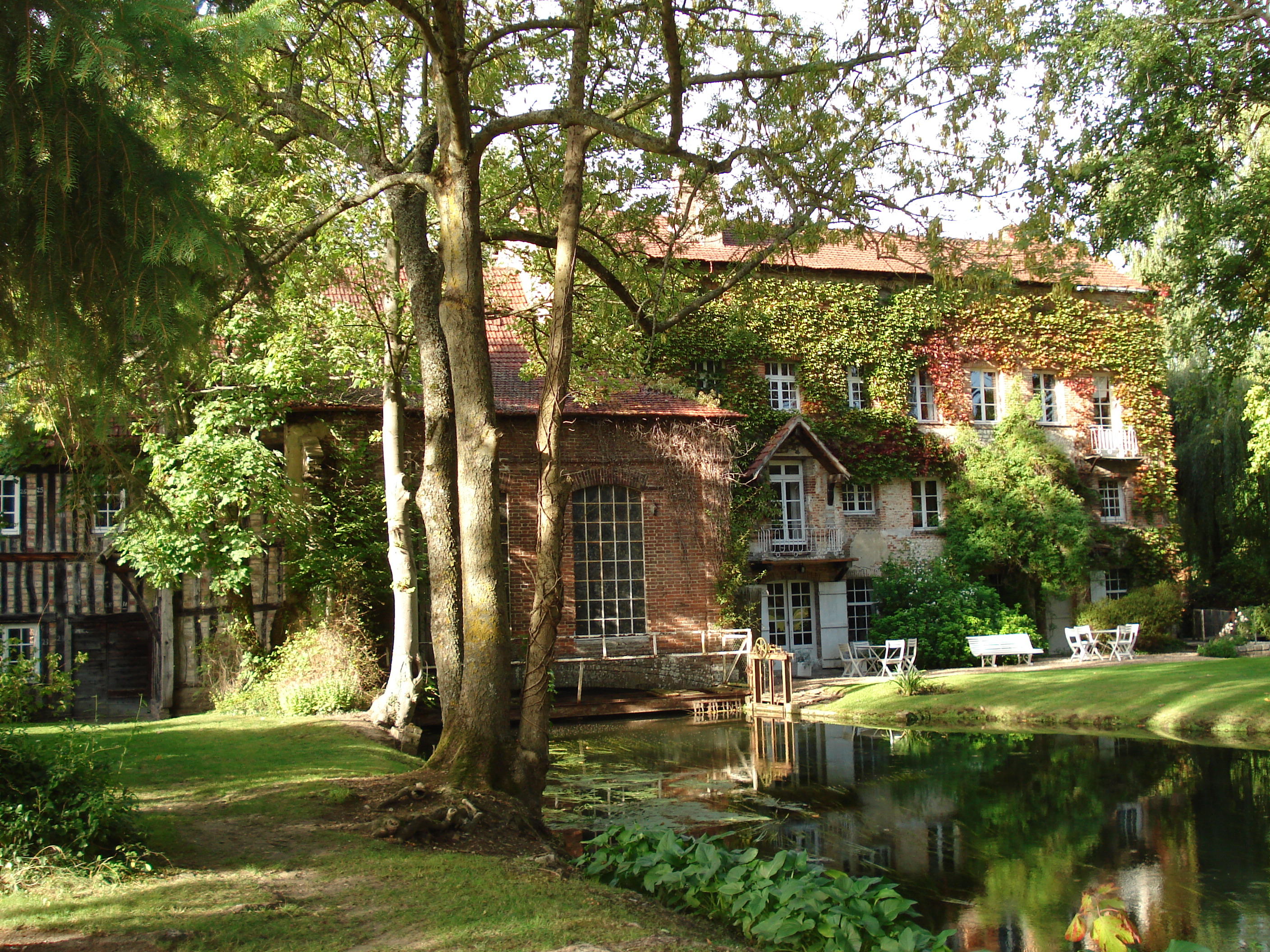
Le moulin du manoir du Homme.

### Personnalités liées à la commune
- La famille Le Veneur de Tillières compta, parmi ses membres, les seigneurs du Homme entre le XIIe siècle et la Révolution[32].

### Héraldique
| Blason de Heudreville-sur-Eure | Blason  | Fascé d'argent et de gueules au lion d'or brochant sur le tout. |
| Blason de Heudreville-sur-Eure | Détails | Le statut officiel du blason reste à déterminer.                |